# Andrea Nahles
 (mars 2025).
Si vous disposez d'ouvrages ou d'articles de référence ou si vous connaissez des sites web de qualité traitant du thème abordé ici, merci de compléter l'article en donnant les références utiles à sa vérifiabilité et en les liant à la section « Notes et références ».
En pratique : Quelles sources sont attendues ? Comment ajouter mes sources ?
Andrea Maria Nahles, née le 20 juin 1970 à Mendig, est une femme politique allemande, membre du Parti social-démocrate d'Allemagne (SPD).
Elle est secrétaire générale du SPD de 2009 à 2014 et ministre fédérale du Travail de 2013 à 2017. Elle assure ensuite la présidence du groupe parlementaire SPD au Bundestag.
Le 22 avril 2018, elle est élue présidente fédérale du Parti social-démocrate d'Allemagne, devenant la première femme à occuper cette fonction.

## Formation et activité professionnelle
Andrea Maria Nahles achève ses études secondaires en 1989, par le passage de son Abitur à Mayen, puis suit un cursus de sciences politiques, philosophie et culture allemande à l'université de Bonn, en Allemagne. Elle y obtient une maîtrise d'allemand ancien et nouveau et de sciences politiques.
Assistante parlementaire au Bundestag au cours de ses études, elle entreprend en 2004 une thèse intitulée « Influence de Walter Scott sur le développement du roman historique en Allemagne », mais l'abandonne un an plus tard. Elle a également été salariée du syndicat IG Metall, dont elle est membre, à Berlin. Et elle est aussi membre d'Eurosolar et d'ATTAC.

## Carrière politique

### Débuts au sein du SPD
Elle entre au Parti social-démocrate d'Allemagne (SPD) en 1988, fondant l'année suivante la section de Weiler, dont elle prend alors la présidence jusqu'en 2007. En 1993, elle est portée à la tête de la fédération des Jeunes sociaux-démocrates (Jusos) dans le Land de Rhénanie-Palatinat

### Figure nationale de l'aile gauche
Deux ans plus tard, Andrea Nahles est élue, à vingt-cinq ans, présidente fédérale des Jusos, et entre en 1997 au comité directeur fédéral du SPD. Elle renonce à diriger les Jusos en 1999, et fonde l'année suivante le « Forum démocratique de gauche 21 », qui regroupe environ deux mille personnes issues de l'aile gauche du parti et qu'elle préside jusqu'en 2008.
Très critique envers les politiques libérales de l'agenda 2010 mise en place par Gerhard Schröder, elle fait son entrée à la présidence fédérale en 2003, et se présente le 31 octobre 2005 au poste de secrétaire générale fédérale contre Kajo Wasserhövel, candidat du président Franz Müntefering. Elle obtient 23 voix, contre quatorze à son adversaire, conduisant Müntefering à renoncer à se succéder lors du congrès prévu en novembre. Elle-même choisit de ne pas concourir pour le poste de secrétaire générale, et décline l'invitation du président Matthias Platzeck de devenir vice-présidente. Finalement, en mai 2007, le comité directeur fédéral la désigne candidate à une vice-présidence, aux côtés de Peer Steinbrück et Frank-Walter Steinmeier, un choix confirmé en octobre par le congrès à 74,6 % des voix.
À l'occasion des élections fédérales du 27 septembre 2009, elle est choisie par Steinmeier, candidat à la chancellerie, comme responsable de l'Éducation dans son équipe de campagne. À la suite de la déroute du parti lors du scrutin, qui recueille le pire score de son histoire, Andrea Nahles est élue secrétaire générale lors du congrès du 13 novembre en obtenant 69,6 % des suffrages des délégués.

### Députée fédérale
Aux élections fédérales du 27 septembre 1998, elle est élue députée fédérale de Rhénanie-Palatinat au Bundestag, un mandat qu'elle ne renouvelle pas en 2002, mais retrouve en 2005. Deux ans plus tard, elle obtient le poste de porte-parole du groupe SPD pour la politique du travail, puis entre au comité directeur en 2008. Bien qu'elle ait été réélue, elle renonce à toutes ces fonctions en 2009.

### Responsabilités fédérales

#### Ministre fédérale
À la suite des élections fédérales du 22 septembre 2013, la CDU/CSU et le SPD sont contraints de négocier la formation d'une nouvelle grande coalition. Les négociations ayant abouti, Andrea Nahles est nommée ministre fédérale du Travail et des Affaires sociales le 17 décembre 2013 dans le cabinet Merkel III.

#### Présidente du groupe parlementaire SPD au Bundestag
Le 27 septembre 2017, trois jours après la déroute historique du SPD aux élections fédérales, elle est désignée pour remplacer Thomas Oppermann en tant que présidente du groupe parlementaire à l'ouverture de la 19e législature. Première femme à exercer cette fonction, elle est élue avec 91 % des voix, enregistrant seulement quatorze voix défavorables.

#### Présidente du Parti social-démocrate d'Allemagne

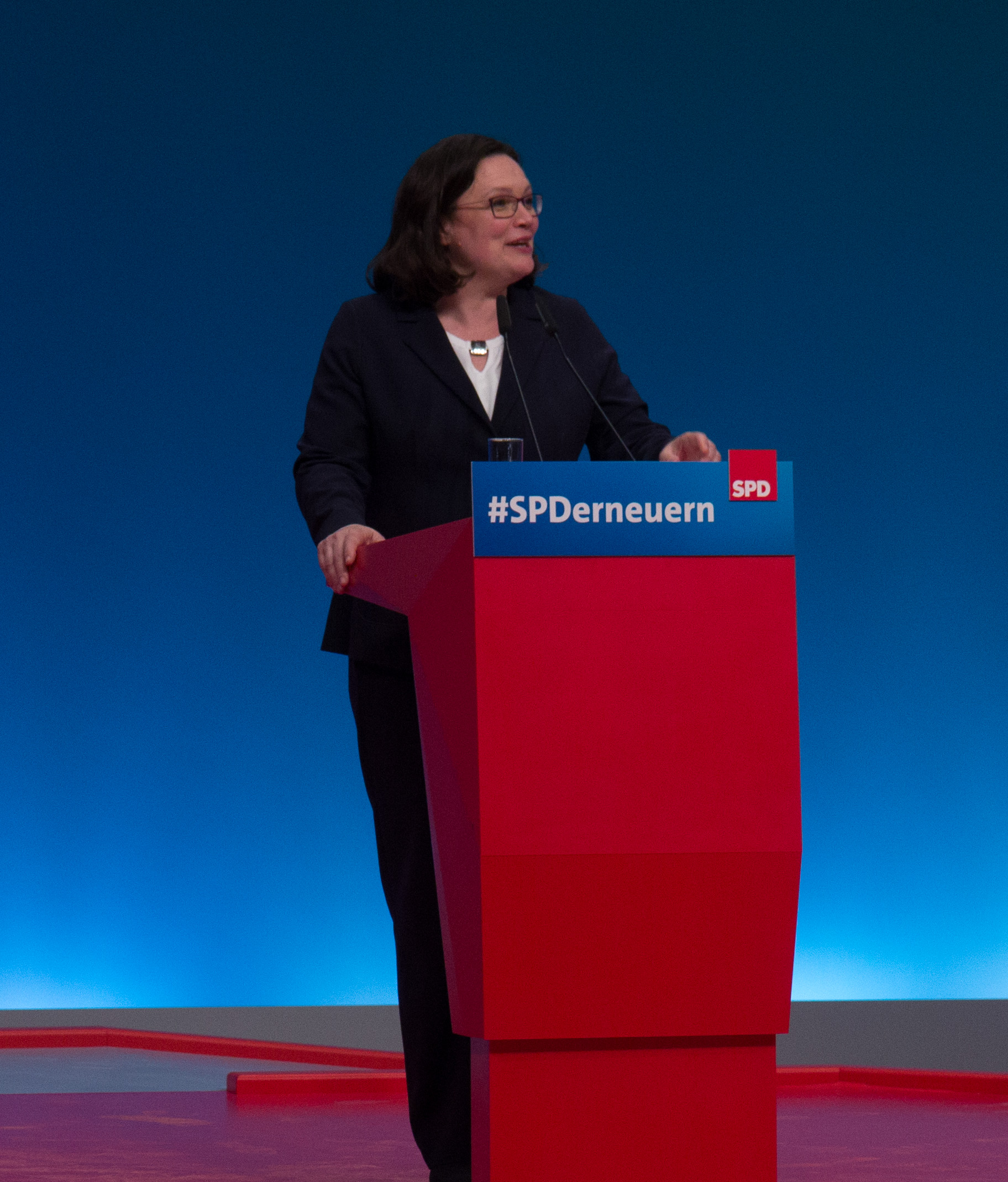
Andrea Nahles faisant un discours au congrès du SPD à Wiesbaden en 2018.

Après que Martin Schulz a annoncé son intention de démissionner de la présidence du parti le 7 février 2018, elle est choisie par ce dernier pour prendre sa succession. Alors qu'une réunion des instances dirigeantes est convoquée le 13 février pour qu'elle prenne ses fonctions à titre provisoire ce même jour, les fédérations de Berlin et du Schleswig-Holstein ainsi que le président de l'association des juristes sociaux-démocrates Harald Baumann-Hasske critiquent cette décision car Nahles n'occupe pas une vice-présidence du SPD. Elle reçoit le soutien du secrétaire général du groupe parlementaire Carsten Schneider tandis que la bourgmestre de Flensbourg Simone Lange indique sa volonté d'être candidate à la direction du Parti social-démocrate. Finalement, l'intérim revient au premier bourgmestre de Hambourg Olaf Scholz, vice-président du parti.
Le 22 avril 2018, elle est élue présidente du SPD avec 66,3 % des voix face à Simone Lange et devient la première femme à occuper cette fonction.
À la suite des élections européennes de 2019, elle annonce le 2 juin sa démission de la présidence du SPD pour le lendemain et de la présidence du groupe au Bundestag pour le 4 juin.

## Vie privée
Jusqu'en 2007, elle est la compagne d'Horst Neumann, membre du comité de direction de Volkswagen et ancien membre du conseil d'administration d'Audi. Depuis 2009, elle vit avec Marcus Frings, historien de l'art.